# Мохамед Аміссі
Мохамед Аміссі (кір. Mohamed Amissi; нар. 3 серпня 2000, Брюссель) — бельгійський і бурундійський футболіст, нападник нідерландського клубу «Гераклес» (Алмело) і національної збірної Бурунді.

## Клубна кар'єра
Народився 3 серпня 2000 року в Брюсселі. Починав займатися футболом, у школі «Андерлехта», звідки 2014 року перебрався до нідерландського «НАК Бреда».
Свій перший професійний контракт уклав 2019 року з іншим нідерландським клубом, «Гераклесом» (Алмело). За його основну команду дебютував в іграх Ередивізі лише на початку сезону 2020/21.

## Виступи за збірну
Ще виступаючи на юнацькому рівні за відповідну команду «НАК Бреда», нападник був запрошений до національної збірної Бурунді, своєї історичної батьківщини. Дебюутував у її складі напередодні першого в її історії великого міжнародного турніру, Кубка африканських націй 2019 в Єгипті. На сумому турнірі виходив на поле в усіх трьох іграх групового етапу, які, щоправда, його команда програла.